# I vicini di casa (serie televisiva)
I vicini di casa è una serie televisiva trasmessa dal 10 gennaio 1991, prima il giovedì e poi la domenica, alle 20:30 su Italia 1 e composta da due stagioni. 

## Trama
I protagonisti della sit-com sono i fratelli Teo e Orlando Bauscia: il primo è un milanese con l'hobby del ballo, il fare da playboy e un debole per il gioco d'azzardo, mentre l'altro è un regista amante del cinema d'autore, originario del Mezzogiorno e fratello di Teo da parte di padre.
Nel palazzo Potiomchi oltre ai fratelli Bauscia alloggiano sullo stesso pianerottolo: l'inventore di giocattoli Eugenio Tortelli che condivide il suo appartamento con una gatta-robot chiamata Matilde di Canossa, un merlo indiano che simpatizza per la Lega Lombarda (il suo nome infatti è Alberto da Giussano) e si professa a favore della caccia, e dei pesci rossi, l'annunciatrice Gabriella Golia di cui si innamora Eugenio pur non essendo corrisposto e le donne delle pulizie Circe e Nausicaa.

## Distribuzione
La sitcom è stata raramente riproposta in televisione, con alcuni cicli di repliche su Happy Channel nei primi anni duemila, e non è stata distribuita in homevideo o in streaming.